# Piaski (Grabowa)
Piaski – część wsi Grabowa w Polsce, położona w województwie śląskim, w powiecie zawierciańskim, w gminie Łazy.
W latach 1975–1998 Piaski należały administracyjnie do województwa katowickiego.